# Daniela Sabatino
Daniela Sabatino (* 26. Juni 1985 in Isernia) ist eine italienische Fußballspielerin.
Die Stürmerin spielt seit 2020 für den AC Florenz in der Serie A. Zuvor spielte sie für den AC Bojano, Reggiana Calcio Femminile, ACF Brescia, US Sassuolo Calcio und den AC Mailand in der Serie A, sowie für Rapid Lugano in der Schweizer Nationalliga A. In der Saison 2011 war sie mit 25 Toren die zweitbeste Torschützin der Serie A. Dies konnte sie in der Saison 2018/19 wiederholen, wobei sie nur von ihrer Mitspielerin Valentina Giacinti übertroffen wurde und beide zusammen 89 % der Tore Milans erzielten.
Seit 2011 spielt sie in der Italienischen Nationalmannschaft. In der Qualifikation zur EM 2013 kam sie in sieben von zehn Spielen zum Einsatz und erzielte dabei vier Tore, wurde für die Endrunde aber nicht berücksichtigt. In der Qualifikation zur WM 2015 wurde sie nur zweimal eingesetzt, erzielte aber beim 15:0-Rekordsieg gegen Mazedonien im letzten Spiel sechs Tore. Die Italienerinnen scheiterten letztlich in den Playoffs der vier besten Gruppenzweiten an den Niederländerinnen, die sich damit erstmals für eine WM-Endrunde qualifizierten.
In der Qualifikation zur EM 2017 wurde sie in sieben Spielen eingesetzt und erzielte dabei drei Tore. Bei der EM-Endrunde erzielte sie zwei Tore beim 3:2-Sieg gegen Schweden. Da es der einzige Sieg der Italienerinnen war, schieden sie nach der Vorrunde aus. In der Qualifikation zur WM 2019 erzielte sie zwei Tore, darunter den 1:0-Siegtreffer im Spiel gegen Portugal. Bei der WM-Endrunde wurde sie in drei Spielen eingesetzt, schied mit ihrer Mannschaft aber im Viertelfinale gegen Europameister Niederlande aus.

## Erfolge
AFC Reggiana
- Coppa Italia: 2009/10

ACF Brescia
- Serie A: 2013/14, 2015/16
- Coppa Italia: 2011/12, 2014/15, 2015/16
- Supercoppa Italiana: 2013/14, 2014/15, 2015/16, 2016/17

Auszeichnungen
- Team des Jahres der Serie A: 2020